# Hannes Sirola
Hannes Rikhard Sirola, född 18 april 1890, död 4 april 1985, var en finländsk gymnast.
Sirola tävlade för Finland vid olympiska sommarspelen 1912 i Stockholm, där han var med och tog silver i lagtävlingen i fritt system. 